# Herman Grönvall
Herman Reinhold Philip Grönvall, född 14 mars 1860 i Reslövs socken, Malmöhus län, död 23 januari 1936 i Malmö, var en svensk redaktör. 
Grönvall var korrespondent från Höganäs till Helsingborgs Dagblad 1887–1888 och medarbetare däri 1889–1890, medarbetare i Helsingborgs-Posten Skåne-Halland 1891–1893, i Skånska Aftonbladet 1894–1897, redaktionssekreterare i Skåne-Tidningen 1897–1898 och i Södra Sverige 1898, lokalredaktör i Malmö för Lunds Dagblad 1898, privat telefonkorrespondent till flera tidningar 1899–1904 och från 1907 samt utgivare av Söndags-Post i Malmö 1904–1906. År 1911 startade han i samma stad den illustrerade veckotidningen Salamandern, vilken dock upphörde samma år. År 1913 utnämndes han till kapten i landstormen.